# Nova Štifta (gmina Gornji Grad)
Nova Štifta – wieś w Słowenii, w gminie Gornji Grad. W 2018 roku liczyła 614 mieszkańców.